# Pascal Pierre
Pascal Pierre (født 28. maj 1968 i Caen, Frankrig) er en fransk tidligere fodboldspiller (forsvarer).
Kutzop startede sin karriere hos Stade Brestois i Bretagne, og spillede 119 ligakampe for klubben, inden han i 1993 skiftede til Alsace-klubben FC Metz. Hos Metz var han med til at vinde pokalturneringen Coupe de la Ligue i 1996, og spillede hele kampen i finalesejren over Lyon.

## Titler
Coupe de la Ligue
- 1996 med FC Metz